# João Teixeira de Faria
Pour les articles homonymes, voir João de Deus et Faria.
João Teixeira de Faria (aussi appelé João de Deus, Jean de Dieu), né le 24 juin 1942 à Cachoeira de Goiás (Goiás), est un guérisseur, « chirurgien psychique », et médium brésilien, condamné pour viol.
Il pratiquait à Abadiania, une petite ville de l’État de Goiás dans le sud-ouest du Brésil. Il est connu pour avoir reçu des centaines de milliers de personnes en quête de guérison. Comme tous les guérisseurs, il est sévèrement critiqué par les sceptiques.
En décembre 2018, il est accusé d'agressions sexuelles sur ses patientes ; plus de 300 témoignages incitent le ministère public de l'état de Goias à obtenir sa détention provisoire en attendant son procès. Il est condamné à plus de 63 ans de prison pour crimes sexuels.

## Biographie
João Teixeira de Faria est né le 24 juin 1942 à Cachoeira da Fumaça (aujourd'hui Cachoeira de Goiás), un village pauvre où son père, José Nunes, était tailleur. À l'âge de 16 ans, João se rend régulièrement au « Centre de rédemption spirituelle », la Casa de Dom Ignacio, dédiée à son principal guide de conduite, St Ignace de Loyola, local où il dit avoir, pour la première fois, prêté son corps à une entité spirituelle qui guérirait les malades. 
Il aurait, depuis, sans formation médicale, reçu 15 millions de personnes durant les 40 dernières années dans son centre appelé « la Casa de Dom Ignacio ».
De plus, il anime et finance des actions philanthropiques pour les populations démunies de sa ville, Abadiania.
Il a créé deux sites de « soupe populaire », où tous les visiteurs peuvent bénéficier d'un repas chaud composé littéralement de soupe (préparée sur place par les volontaires et visiteurs du centre spirituel qu'il anime : la Casa de Don Ignacio) et d'autres mets : fromage, pain, boissons et desserts. 
Le second site situé dans la ville-même d'Abadiania, non loin de son domicile est également ouvert à tous, servant aussi de centre de distribution des dons reçus par le centre : vêtements et objets de puériculture, jouets et matériel d'éducation. Il abrite un bureau de documentation regroupant les travaux effectués par différents intervenants: thèses, mémoires, etc. sur le sujet de son œuvre de « soins ».

## Guérisons alléguées
João Teixeira de Faria prétend guérir ou soulager les patients souffrant de cancers, de SIDA, de cécité ou autres troubles visuels, d’asthme, d'addictions, de tumeurs et même de désespoir spirituel. Il reçoit les personnes les mercredi, jeudi et vendredi à la Casa, gratuitement (parfois des milliers de personnes certains jours, venant de tout le Brésil et du monde entier).
Les « patients » se présentent à lui, à la suite d'une méditation de groupe dans une pièce adjacente, et peuvent se voir conseiller divers moyens de « soins » : « intervention spirituelle » énergétique, parfois physique, la prise de gélules de plantes (extrait de passiflore, support de soins énergétiques personnalisés selon lui) ou massages énergétiques, méditation, « bains de cristaux », douche à la source naturelle située à 2 km du centre, parfois une intervention chirurgicale visible qu’il fait lui-même sur le champ.
Si le patient se voit conseiller une « intervention spirituelle », il peut lui être proposé une intervention dite visible s'il remplit certaines conditions édictées par les médiums : condition physique qui le permet, majeur de 21 ans à 50 ans. Sinon l’intervention est « non visible » (si le patient est mineur, ou trop âgé ou si sa condition ne semble pas permettre une telle procédure selon le médium), il lui est alors  demandé d’aller s’asseoir dans une salle de méditation spécifique avec les autres personnes le nécessitant, après avis du médium. João Teixeira de Faria entre ensuite dans la pièce et prononce la phrase « au nom de Jésus-Christ vous êtes guéris. Que ce qui doit être fait, le soit, au nom de Dieu. » Le patient « opéré » doit impérativement se protéger du soleil, rentrer calmement dans son lieu de résidence dans la ville du « centre de soins » et rester au repos allongé strict durant 24h, parlant le moins possible, en se concentrant sur le soin reçu dans la perspective d'amélioration et se nourrir légèrement, et boire en abondance l'eau dynamisée par le médium.
João Teixeira de Faria dit être en état de transe quand il pratique ses « interventions spirituelles », être le réceptacle de divers « guides », notamment des médecins précédemment décédés qui se seraient donné pour mission d'aider l'humanité souffrante par l’intermédiaire du médium João, et qu’il ne se souvient plus ensuite de ce qui s’est passé. Des célébrités, des politiciens, des philosophes et des médecins seraient venus se faire soigner chez lui.

## Le reportage de ABC
Le 14 juillet 2005, American Broadcasting Company (ABC) a fait un reportage sur João Teixeira de Faria pour leur émission Primetime live. Le reportage montre 5 personnes dans des conditions de santé différentes, l’un ayant une fatigue chronique, l’autre la maladie de Charcot, un autre une tumeur inopérable. Chacun des patients défile devant João Teixeira de Faria et le reportage dit qu’il y eut une amélioration notable pour trois des cinq cas.

## Le point de vue des sceptiques
Les sceptiques disent que ces résultats sont dus à un effet placebo. Certaines critiques reprochent également au reportage de ne pas avoir abordé le sujet de manière plus scientifique. 
James Randi est, lui, convaincu que João Teixeira de Faria est un charlatan qui gagne de l’argent sur la souffrance des gens. Il affirme qu’il n’existe aucune preuve scientifique pour vérifier les dires du guérisseur.

## Le point de vue des adeptes
Selon ceux qui ont "consulté" João Teixeira de Faria, ce dernier ne demande pas de paiement pour ses opérations qui sont totalement gratuites, néanmoins les « soins » conseillés par ailleurs sont payants, quoiqu'abordables, par exemple ses extraits de passiflore (10 Reais (ou réaux) par flacon, à raison d'une gélule  avant chaque repas pour env 3 mois, soit environ 20 €), les bains de cristaux, les  massages. Le guérisseur demande à ses patients de ne jamais cesser de prendre les médicaments qui leur ont été prescrits par la médecine officielle, de continuer les soins modernes et prévient que tout le monde ne pourra pas obligatoirement être guéri.

## Accusation de crimes sexuels et arrestation (2018)
Le 7 décembre 2018, un reportage de l'émission Conversa com Bial, sur la chaîne Globo, rapporte les témoignages d'une dizaine de femmes rapportant les attouchements ou les viols subis lors de leur cure auprès de « João de Deus ». À la suite de ce reportage, plusieurs centaines de victimes témoignent auprès des autorités de leur propre expérience, y compris la propre fille de João Teixeira. Le ministère public demande alors sa détention provisoire le 12 décembre ; le 16, le médium se rend aux autorités.

## Condamnations (2019 et 2020)
"Le médium brésilien Joao de Deus (Jean de Dieu) a été condamné jeudi à 19 ans et 4 mois de prison pour avoir violé quatre femmes, la première sentence de ce type pour ce guérisseur accusé d'avoir abusé sexuellement de plusieurs centaines de ses patientes".
En janvier 2020, il est condamné à 40 ans de prison pour le viol de cinq femmes. Déjà condamné à 4 ans de prison pour détention illégale d'armes à feu, sa peine totalise plus de 63 ans de prison.
Il a été reconnu coupable d'inceste sur sa fille et de pédophilie. Le reportage publié en 2021 par Netflix donne la parole au condamné, aux victimes, aux proches et aux témoins. Le ministère public a fait recours contre son assignation à résidence.

### Filmographie
- Miracle Man: John of God, Bill Hayes (2009)
- John of God, sur The Oprah Show  (2010)